# Rafał Naskręt
Rafał Naskręt (ur. 26 sierpnia 1978 w Gostyniu) – polski piłkarz, występujący na pozycji środkowego obrońcy.

## Kariera klubowa
Od rundy wiosennej sezonu 2006/2007 zawodnik Jagiellonii Białystok. Karierę zaczynał w zespole Kania Gostyń, w tym samym w którym grał kiedyś Andrzej Juskowiak i już w pierwszym sezonie gry w tym ówczesnym III-ligowcu, został dostrzeżony przez włodarzy I-ligowego Zagłębia Lubin, w którym występował w sezonie 1997–1998. Jednakże okres gry w tym zespole był jednak mocno nieudany dla Naskręta, bowiem na boisku wystąpił tylko 6 razy, został więc wypożyczony do Górnika Polkowice. Po sezonie przeniósł się do zespołu Pomerania Police, gdzie kontuzja uniemożliwiła mu grę i po sezonie został wypożyczony, a potem zakupiony przez drużynę Odry Szczecin. Dopiero tam pokazał, że jest piłkarzem, który śmiało poradzi sobie na szczeblu ekstraklasy i został kupiony przez Śląsk Wrocław, w którym w sezonie 2000–2001 wystąpił 18 razy. Następny sezon był bardziej udany dla Naskręta, ponieważ wystąpił na boisku 22 razy, strzelając 2 gole, ale Śląsk nie uchronił się od spadku i Naskręt zdecydował się na wyjazd do Izraela do zespołu Hakoah Ramat Gan. Pobytu tam nie zaliczy do udanych ze względu na nieporozumienia z działaczami i trenerem izraelskiego klubu, wrócił więc do Polski, gdzie zagrał w II-ligowej drużynie Szczakowianka Jaworzno. W przerwie letniej pojawił się pomysł powrotu do Śląska Wrocław, który Naskręt przyjął bez wahania. Po rundzie jesiennej sezonu 2006/2007, gdy Śląsk rozwiązał z nim kontrakt, Naskręt myślał o zakończeniu kariery piłkarskiej. Swą przyszłość wiązał z prywatnym biznesem w branży gastronomicznej – planował wraz z narzeczoną otwarcie restauracji w Poznaniu. Zmienił jednak swą decyzję, gdy pojawiła się intratna propozycja gry w klubie pretendującym do awansu do Orange Ekstraklasy – białostockiej Jagiellonii.